# Litoral del San Juan
Litoral del San Juan là một khu tự quản thuộc tỉnh Chocó, Colombia. Thủ phủ của khu tự quản El Litoral del San Juan đóng tại Santa Genoveva de Docordo Khu tự quản El Litoral del San Juan có diện tích 3755 ki lô mét vuông. Đến thời điểm ngày 28 tháng 5 năm 2005, khu tự quản El Litoral del San Juan có dân số 7667 người.